# Antoni Sitek
Antoni Sitek (ur. 1913, zm. 1999 w Nowym Sączu) - polonista, pedagog.
Absolwent I Gimnazjum w Nowym Sączu z roku 1931.

Nauczyciel w I Liceum Ogólnokształcącym w Nowym Sączu.

Prezes Towarzystwa Przyjaciół Sztuk Pięknych w Nowym Sączu. 

Od 1965 roku sekretarz Komisji do Spraw Dzieci i Młodzieży przy Komitecie Powiatowym Frontu Jedności Narodu w Nowym Sączu.